# Navždy a daleko
Navždy a daleko (v anglickém originále Far and Away) je americký dramatický film z roku 1992. Režisérem filmu je Ron Howard. Hlavní role ve filmu ztvárnili Tom Cruise, Nicole Kidman, Thomas Gibson, Robert Prosky a Barbara Babcock.

## Obsazení
| Tom Cruise      | Joseph Donnelly  |
| Nicole Kidman   | Shannon Christie |
| Thomas Gibson   | Stephen Chase    |
| Robert Prosky   | Daniel Christie  |
| Barbara Babcock | Nora Christie    |
| Cyril Cusack    | Danty Duff       |
| Eileen Pollock  | Molly Kay        |
| Colm Meaney     | Kelly            |